# Salão literário

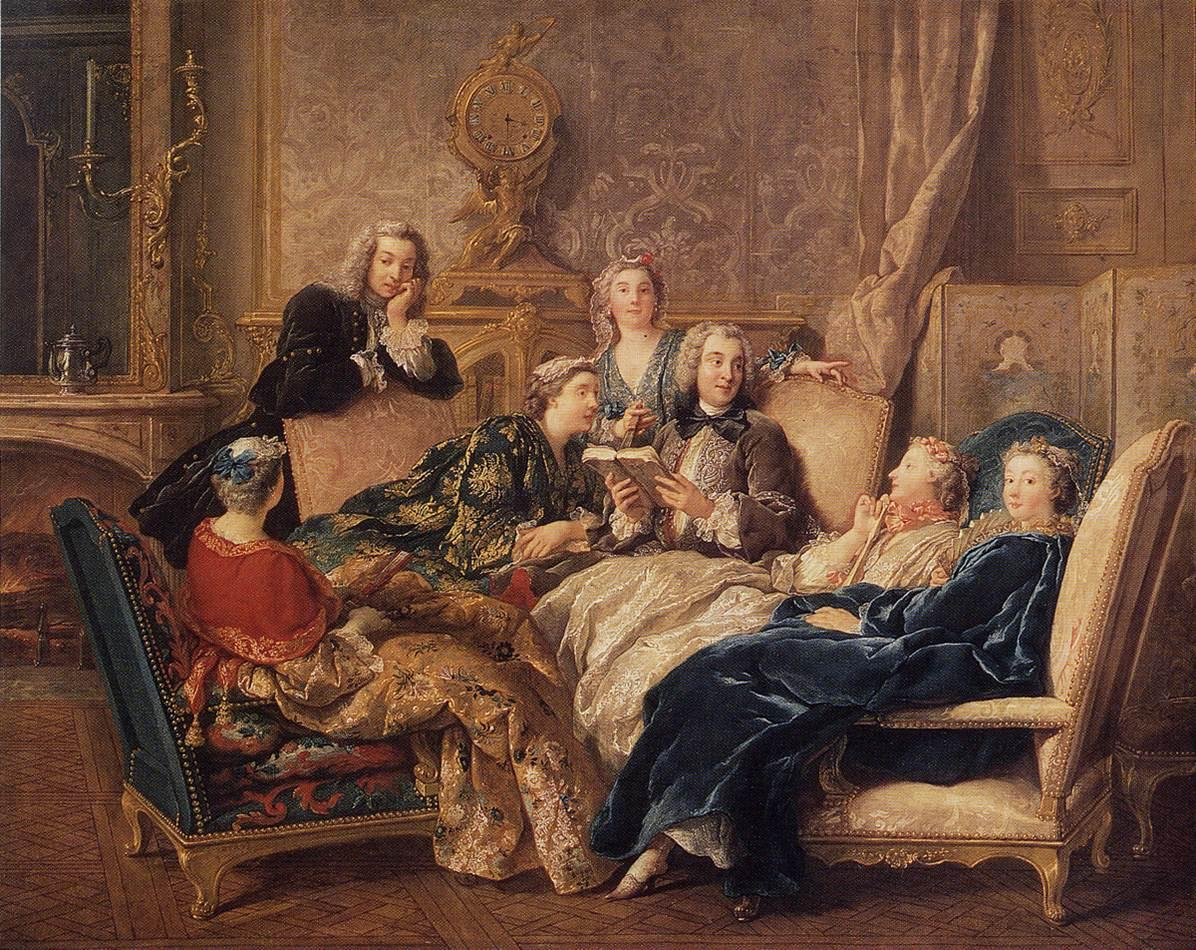
Leitura de Molière por Jean-François de Troy, cerca de 1728.

Um salão literário do século XVIII (do francês, salon littéraire) é uma reunião onde homens e mulheres eruditos se encontram regularmente, sob os auspícios de um anfitrião (ou anfitriã) para mútua diversão e para debater questões relativas a eventos correntes, filosofia, literatura, moral etc. O termo é geralmente associado aos encontros literários e filosóficos da França dos séculos XVII e XVIII, embora continua a ser praticado em muitos lugares do mundo mesmo nos dias de hoje.

## Etimologia
A palavra salon surgiu pela primeira vez na França em 1664, sendo derivada de sala em italiano, e possui um sentido similar ao de "salão" em português. Antes disso, encontros literários recebiam o nome do aposento onde eram realizado (ou seja, cabinet, réduit, ruelle e alcôve). Antes do fim do século XVII, estas reuniões ocorriam frequentemente em quartos (considerado como uma forma mais íntima de sala de visitas): uma dama, reclinada em sua cama, recebia  amigos próximos que se sentavam em cadeiras ou escabelos colocados em torno dela (esta prática é encontrada mesmo com Luís XIV e seu petit levée). A expressão ruelle significava precisamente "ruela", ou seja, o espaço entre a cama e a parede do dormitório, ou, mais geralmente, todo o quarto.

## Histórico
O termo foi muito utilizado para descrever os encontros das "précieuses", os círculos intelectuais e literários que se formavam ao redor de mulheres eruditas na primeira metade do século XVII, cuja afetação era ridicularizada por Molière.
A aristocracia sempre atraiu para si poetas, escritores e artistas, usualmente com o chamariz do mecenato, aspecto que afasta a corte do salon. Na Itália do século XVI, alguns círculos intelectuais formaram-se em pequenas cortes, frequentemente galvanizadas pela presença de uma anfitriã bela e/ou bem-educada, tais como Isabella d'Este ou Elisabetta Gonzaga. Na França do século XVI, círculos artísticos e literários formaram-se à roda de mulheres da realeza, tais como Marguerite de Navarra, Maria de Médici e Marguerite de Valois, dentre outras. Mas, no final deste século, por conta das Guerras de Religião, os círculos reais oficiais foram sendo crescentemente superados pelos círculos privados.
O mais famoso dos círculos literários de Paris, constituído nos anos 1620, foi o Hôtel de Rambouillet de Madame de Rambouillet, e o salão rival agrupou-se ao redor de Madeleine de Scudéry. Aí se reuniam les bas-bleues originais, expressão que continuaria a significar "mulher intelectual" pelos próximos trezentos anos. Nos salons de Paris, as précieuses refinaram a língua francesa muito antes da Académie française ter sido fundada.
Scarron, cujo estilo burlesco fez época (bem como seus epigramas, que chegaram até nós), abriu um salão no início do reinado de Luís XIII que adquiriu grande notoriedade após seu casamento com Françoise d’Aubigné, futura Madame de Maintenon, então com apenas dezesseis anos. Sua amizade com Ninon de Lenclos, que pôs sob sua proteção, e sua juventude, atraíram a atenção da sociedade intelectual de seu tempo.
No século XVIII, os salons reuniram a sociedade parisiense e os filósofos progressistas que estavam escrevendo a Encyclopédie. O comentário de Marmontel sobre Julie de Lespinasse sugere o segredo do salon na cultura francesa:
"O círculo era formado por pessoas que não tinham vínculos comuns. Ela os tinha apanhado aqui e ali na sociedade, mas tão bem escolhidos eram que, uma vez lá, entravam em harmonia como as cordas de um instrumento tocado por mão hábil."
Tal mulher, em círculos germânicos, inspirando escritores e artistas, sem ter ela mesma uma inclinação artística, era denominada de "musa".
Os modos galantes em meados do século XVIII eram menos formais. O correspondente de Horace Walpole, Sir Horace Mann, o enviado britânico à Florença, reclamava da formalidade dos salons florentinos (ou conversazioni), onde cadeiras de espaldar alto eram dispostas em círculo e um tema era apresentado pela anfitriã, sobre o qual cada membro devia então discorrer.
Alguns dos salon do século XIX eram mais inclusivos, aproximando-se da informalidade e centrados à roda de pintores e "leões literários", tais como o de Mme Récamier. Depois dos abalos de 1870, os aristocratas franceses começaram a furtar-se às vistas públicas. Alguns salons parisienses de fins do século XIX e do início do século XX, como os de Winnaretta Singer (a Princesse de Polignac) e da Condessa Greffulhe tinham a música como tema principal.

## Lista de proprietárias desalonsparisienses noséculo XVIII
Madame de Pompadour
- Madame Geoffrin
- Madame de Tencin
- Julie de Lespinasse
- Madame du Deffand, a amiga de Horace Walpole
- A Marquesa de Lambert
- A Duquesa do Maine
- Madame d'Épinay
- Madame Necker, mulher do financista Jacques Necker
- Madame Helvétius, mulher de Helvétius
- Madame Roland, o salon político que era o refúgio dos girondinos na fase inicial da Revolução Francesa.
- Madame Swetchine, mulher do General Swetchine.